# Rowman & Littlefield
Rowman & Littlefield est une maison d'édition indépendante fondée en 1949. Sous plusieurs marques, la société propose des livres savants pour le marché académique, ainsi que des livres spécialisés. La société possède également la société de distribution de livres National Book Network (en) basée à Lanham (Maryland).

## Marques(imprints)
- Alban (acquis en 2014 de l'Institut Alban)[1]
- AltaMira Press (acquis en 1999 auprès de SAGE Publications)
- Amadeus Books (acquis en 2018 auprès de Hal Leonard[2])
- Applause Theatre & Cinema Books (acquis en 2018 auprès de Hal Leonard[2])
- Ardsley House Publishers, Inc[3]
- Backbeat Books (acquis en 2018 auprès de Hal Leonard[2])
- Bernan Press (acquis en 2008)
- Bonus Books
- Cowley Publications (acquis en 2007 de la Society of St. John the Evangelist[4])
- General Hall (acquis en 2000)[5]
- Globe Pequot Press (acquis en 2014 de Morris Communications)[6]
  - Down East Books (acquis par Rowman & Littlefield en 2013)[7]
  - Falcon Guides
  - Gooseberry Patch (acquis en 2015)[8]
  - Lyons Press
  - Muddy Boots (acquis en 2016)[9]
  - Pineapple Press (acquis en 2018)[10]
  - Stackpole Books (acquis en 2015)[11]
  - Taylor Trade (acquis par Rowman & Littlefield en 2001)[12],[13]
    - Bridge Works (acquis en 2000)
    - Cooper Square Press (fondé en 1961 par Rowman & Littlefield, acquis en 1988 par UPA)
      - Fond de Northland Publishing (acquis en 2007)[14]
        - y compris les imprints Rising Moon et Luna Rising[15]

      - Northword Books for Young Readers (acquis en 2007)
      - Two-Can Publishing (acquis en 2007)[16]

    - The Derrydale Press (acquis en 1999)
    - Madison Books (fondée en 1985 par l'UPA)
    - M. Evans (acquis en 2005)[17]
    - Roberts Rinehart (acquis en 2000)[18],[19]

  - TwoDot Books
- Government Institutes (acquis en 2004)
- Hal Leonard Books (acquis en 2018 de Hal Leonard[2])
- Hamilton Books (fondé en 2003)
- Ivan R. Dee (acquis en 1998)
- Jason Aronson (acquis en 2003)
- Lexington Books (acquis en 1998)
- Limelight Editions (acquis en 2018 auprès de Hal Leonard[2])
- Madison House Publishers (acquis en 2000)[5]
- Newbridge Educational Publishing (acquis en 2008 auprès de Haights Cross)
- Prometheus Books (acquis en 2019)
- Rowman & Littlefield Education ou R&L Education (anciennement Technomic Books, acquis en 1999)
- Rowman & Littlefield (acquis en 1988 par UPA)
  - Philip Turner Books (fondé en 2009)
- Scarecrow Press (acquis en 1995 par UPA de Grolier) ; fondé par Ralph R. Shaw[3],[20]
- Sheed & Ward (fondée dans les années 1920 à Londres par Frank Sheed et sa femme, Maisie Ward, tous deux éminents dans le mouvement de l'Action catholique ; acquis en 2002 auprès des prêtres du Sacré-Cœur)[21]
- SR Books (acquis en 2004 auprès de Scholarly Resources, Inc., de Wilmington, Delaware)
- Sundance Publishing (acquis en 2008 auprès de Haights Cross)
- University Press of America (fondée en 1975)
- The World Today Series (acquis en 2011 auprès de Stryker-Post Publications)